# Ukraïns'ka pravda
Ukraïns'ka pravda (in ucraino Українська правда?; lett. "Verità ucraina") è un giornale on-line ucraino. Gli articoli vengono pubblicati per la maggior parte in lingua ucraina, alcuni in lingua russa o vengono tradotti in russo. Le tematiche principali sono la politica, i problemi sociali e l'economia. Sul sito si può trovare l'archivio degli articoli, i blog di politici, scrittori, giornalisti e sportivi. Il giornale pubblica regolarmente gli articoli d'inchiesta di Serhij Leščenko e di Mustafa Najem.
Il sito registra 305.000 visitatori mensili (dato febbraio 2013).

## Storia del giornale
Nel gennaio del 1999 i tre giornalisti Georgij Gongadze, Olena Prytula e Serhij Šoloch sono arrivati a Washington con l'intento di attirare l'attenzione del governo degli Stati Uniti d'America sulla pressione che subisce la libertà di stampa in Ucraina.
Nell'aprile del 2000 Gongadze e Prytula fondano l'Ukraïns'ka pravda, Gongadze diventa il caporedattore e Prytula sarà il suo vice. Dopo il rapimento e conseguente uccisione di Gongadze nel settembre del 2000, Prytula diventerà caporedattore della testata. L'omicidio del giornalista, il quale si opponeva apertamente alla crescente censura dei media nel paese, ha attirato l'attenzione internazionale sul caso.
Nel 2004 Ukraïns'ka pravda ha giocato un ruolo importante nel dare voce agli attivisti durante la rivoluzione arancione.
Dal 2005 la testata riesce ad autofinanziarsi grazie alla pubblicità. Poco dopo, la redazione aggiunge al giornale pagine tematiche dedicate ad economia, vita mondana e notizie locali.
Il 24 settembre 2013 il sito web ha cambiato temporaneamente il proprio nome in "Європейська правда" (Jevropejs'ka pravda, verità europea) come segno di supporto all'Euromaidan.
Il 24 gennaio 2014, durante le rivolte di Kiev, il sito ha avuto più di 1,6 milioni di visitatori stabilendo un record per i media online ucraini.

## Finanziamenti
Il giornale riceveva finanziamenti dall'Agenzia degli Stati Uniti per lo Sviluppo Internazionale (USAID). Nel febbraio 2025, a seguito della sospensione dei finanziamenti dell'agenzia da parte dell'amministrazione di Donald Trump, il giornale ha lanciato appelli di raccolta fondi a privati e aziende ucraine.

## Redazione
- Caporedattore - Olena Prytula
- Vice caporedattore - Serhij Leščenko

## Progetti tematici di Ukraïns'ka pravda
- Ekonomična pravda (Verità economica) - articoli sull'economia
- Ukraïns'ka pravda - Blohy - I blog dell'Ukraïns'ka pravda
- Istoryčna pravda - articoli sulla storia politica
- Ukraïns'ka pravda - Žyttja - lifestyle
- Champion - notizie sportive
- Kyïv - notizie dalla capitale
- TabloID - gossip
- Narodni blohy Archiviato il 1º aprile 2022 in Internet Archive. - sito dedicato al giornalismo collettivo